# Beveren 2000
Beveren 2000 was een Belgische wielerploeg voor beloftes. Het team was een satellietploeg van Quick·Step en bestond van 2005 tot 2010.
Eerst was Eric Van Lancker de hoofdploegleider bij Beveren 2000, daarna Wim Feys.
Beveren 2000 boekte als beloftenploeg mooie resultaten, maar stopte in 2010 op een hoogtepunt omdat manager Willy Van Keirsbulck vóór zijn zeventigste verjaardag wou stoppen wegens de hoge drukte dat aan de ploeg gekoppeld was. Eigenlijk was er een akkoord om de ploeg verder te zetten. Alles was in kannen en kruiken, maar toch is het nog afgesprongen.

## Bekende oud-wielrenners
- Jan Bakelants
- Guillaume Van Keirsbulck
- Davy Commeyne
- Bert De Backer
- Thierry De Groote
- Dries Devenyns
- Gert Dockx
- Jan Ghyselinck
- Kristof Goddaert
- Olivier Kaisen
- Yves Lampaert
- Nikolas Maes
- Gianni Meersman
- Kevin Seeldraeyers
- Kristof Vandewalle
- Julien Vermote
- Jelle Wallays
- Engelbert Van Keirsbulck[1]

## Gebruikt materiaal
- Kledij: Vermarc Sport
- Fiets: Merckx
- Volgwagens: Volvo